# Gotha G4-61
Gotha G4-61 — зчленований трисекційний чотиривісний трамвайний вагон, який випускався на підприємстві VEB Waggonbau Gotha (Гота) у 1961 - 1967 роках. Трамвайний вагон складається із трьох секцій: головної, проміжної і хвостової. Головна секція спирається на двовісний моторний неповоротний візок, хвостова - на двовісний безмоторний неповоротний візок, а проміжна зв'язана із ними за допомогою вузлів зічленування.
Використана у вагонах Gotha G4-61 схема побудови багатосекційних зічленованих вагонів на неповоротних візках успішно використовується і досі - наприклад, таку схему побудови мають українські трамвайні вагони Електрон T3L44, Електрон T5L64 та Електрон T5B64, виготовлені концерном Електрон у Львові.

## Створення прототипу
Уже в середині 1950-х років у великих містах Східної Німеччини двовісні трамвайні вагони, які на той час виготовлялися підприємством  VEB Waggonbau Gotha уже не могли справлятися із великими пасажиропотоками. Спочатку проблему вирішували збільшенням кількості причіпних вагонів до трьох, але це не завжди забезпечувало бажані результати.
Оскільки більшість трамвайних ліній у Східній Німеччині були розраховані на експлуатацію трамвайних вагонів із вузьким габаритом кузова (2200 мм.), а також мали значну кількість кривих малого радіусу, експлуатація чотиривісних трамвайних вагонів на поворотних візках вважалася проблематичною..Конструктори заводу VEB Waggonbau Gotha для забезпечення збільшення пасажиромісткості  пішли одночасно двома шляхами і почали розробку чотиривісного трамайного вагону на поворотних візках (Gotha T4-62) та зічленованого трьохсекційного трамвайного вагону на неповоротних візках, який потім отримав назву Gotha G4-61. Вагони останнього типу у Німеччині почали будувати іще у 1920-ті роки, проте за часів Третього Рейху така конструкція вагонів була визнана неперспективною, тому зічленовані вагони не були включені до списку "уніфікованих типів".
У 1959 році на заводі  VEB Waggonbau Gotha було збудовано перший прототип трьохсекційного чотиривісного трамвайного вагону, який отримав позначення  Gotha EGT59. Вагон-прототип проходив випробування у Ерфурті на колії шириною 1000 мм. Інший вагон-прототип був побудований для колії шириною 1524 мм. і був відправлений до СРСР де спочатку два роки експлуатувався у Саратові, а потім у Волгограді (до списання у 1967 році).
Фактично вагони-прототипи були побудовані на базі поїздів Gotha T59 + Gotha B59 і мали повністю тотожну із ними будову візків та електрообладнання.

## Серійне виробництво і пасажирська експлуатація
Експлуатація вагонів-прототипів Gotha EGT59 у містах Німеччини і СРСР була визнана вдалою, тому в 1961-2 роках завод у Готі почав серійний випуск зічленованих трьохсекційних вагонів під маркою Gotha G4-61. На відміну від вагонів-прототипів, вони отримали електрообладнання, тотожне вагонам Gotha T2-62 із контролерами типу StNFB4.
Привід вагона провадився від двох електродвигунів моделі EM 60/600 потужністю по 60 кВт кожен, встановлених на передньому візку вагона. Контролер вагона забезпечував 22 ходові і 18 гальмівних позицій. Така велика кількість позицій забезпечувалася поділом реостатів (знаходилися на даху вагона) на 8 секцій, а двигуни перемикалися із послідовного з'єднання на паралельне. Також було передбачено введення додаткових шунтів паралельно обмоткам збудження електродвигунів. Максимальна швидкість складала 50 км/год.
Вагон мав чотири види гальм: електродинамічні (реостатні) у передньому візку, колодкові із ручним приводом, колодкові із соленоїдним приводом (на задньому візку) і магніторейкові. Магніторейкові гальма спочатку живилися через спеціальний реостат на даху вагона від електромережі 600 В, а у більш пізніх вагонах - від акумулятора.
Кожна із трьох секцій мала ширмові двері. У передній секції вони були двохстулковими, в інших - чотирьохстулковими.
Освітлення вагона у першій та третій секціях здійснювалося люмінісцентними лампами, у середній - лампами розжарювання.
Загалом у 1961-64 роках було виготовлено 119 вагонів Gotha G4-61, які постачалися до Ерфурта, Готи, Лейпцига, Магдебурга, Потсдама та Ростока. Із 1965 року почалося виготовлення дещо модернізованих вагонів типу Gotha G4-65, які постачалися у ті ж міста Німеччини (загалом 99 вагонів).
У 1964 - 67 роках для міст СРСР побудовано 100 травайних вагонів Gotha G4-61 - по 50 вагонів для Талліна та Львова.
У Східній Німеччині в пасажирській експлуатації вагони перебували до середини 1990-х років. У Таллінні та Львові вагони Gotha G4-61 були виведені із пасажирської експлуатації у 1985-88 роках. 